# Logan Henderson
Logan Phillip  Henderson (nascido em 14 de setembro de 1989) filho de Pamela e Jeffrey Henderson. É um ator, cantor e compositor americano. Ele é mais conhecido por seu papel na série da Nickelodeon, Big Time Rush, e por fazer parte de um grupo musical com o mesmo nome.
Logan nasceu em North Richland Hills, Texas (próximo a Dallas). Tinha um pequeno papel no programa de televisão Friday Night Lights antes de ir para Califórnia com 15 anos para prosseguir com sua carreira de ator. Logan e Demi Lovato são amigos e estudaram no mesmo colégio.

## Big Time Rush
Em 2007, a Nickelodeon fez audições procurando pessoas para entrar em uma banda nova de um novo seriado chamado Big Time Rush. Logan Henderson e Carlos Pena Jr. enviaram na audição suas fitas e foram aceitos por Logan Mitchell e Carlos Garcia ao longo de milhares de outros meninos. James Maslow ganhou o papel de James Diamond e Kendall Schmidt enviou sua fita de audição e conseguiu o papel de Kendall Knight dois anos mais tarde. O produtor achava que os meninos eram perfeitos para o papel.
Logan é mais conhecido por ter sido um dos intérpretes e vocalistas da Banda Big Time Rush e atualmente está em carreira solo.

## Filmografia

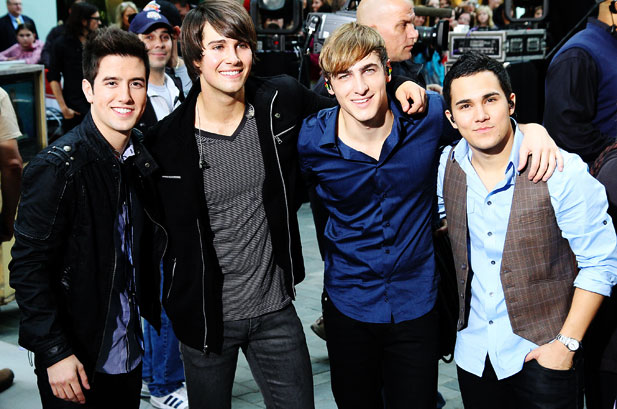
Big Time Rush

| Televisão  | Televisão               | Televisão           | Televisão                       |
| Ano        | Título                  | Papel               | Notas                           |
| ---------- | ----------------------- | ------------------- | ------------------------------- |
| 2002- 2017 | Os Padrinhos Magicos    | Jorgen Von Estranho | Dublagem                        |
| 2008       | Friday Night Lights     | Garoto              |                                 |
| 2009       | Wings                   | Nathaniel           |                                 |
| 2009-2013  | Big Time Rush           | Logan Mitchell      | Protagonista                    |
| 2011       | Brain Surge             | Ele Mesmo           | Episódio: "22 de abril de 2011" |
| 2012       | Big Time Rush - O Filme | Logan Mitchell      | Protagonista                    |
| 2013       | Par de Reis             | Mike                |                                 |
| 2013       | Marvin Marvin           | Ele Mesmo           | Episódio: Big Time Marvin       |

## Discografia
- 2010: B.T.R.
- 2011: Elevate
- 2013: 24/seven
- 2018: Echoes of Departure and the Endless Street of Dreams - Pt. 1